# Коефіцієнт нафтовіддачі
Коефіцієнт безводної нафтовіддачі (рос. коэффициент безводного нефтеизвержения (безводной нефтеотдачи); англ. water free recovery factor; нім. wasserloser Erdölabgabekoeffizient m) — у нафтовидобуванні — відношення кількості нафти, видобутої за безводний період розробки, до початкових балансових запасів нафти.